# Westmoreland (Tennessee)
Westmoreland és una població dels Estats Units a l'estat de Tennessee. Segons el cens del 2000 tenia 2.093 habitants.

## Demografia
Segons el cens del 2000, Westmoreland tenia 2.093 habitants, 804 habitatges, i 561 famílies. La densitat de població era de 211,5 habitants/km².
Dels 804 habitatges en un 34,7% hi vivien nens de menys de 18 anys, en un 54,4% hi vivien parelles casades, en un 11,3% dones solteres, i en un 30,2% no eren unitats familiars. En el 27,1% dels habitatges hi vivien persones soles el 14,6% de les quals corresponia a persones de 65 anys o més que vivien soles. El nombre mitjà de persones vivint en cada habitatge era de 2,48 i el nombre mitjà de persones que vivien en cada família era de 3,01.
Per edats la població es repartia de la següent manera: un 25,3% tenia menys de 18 anys, un 8,3% entre 18 i 24, un 26,9% entre 25 i 44, un 22,5% de 45 a 60 i un 17% 65 anys o més.
L'edat mediana era de 36 anys. Per cada 100 dones de 18 o més anys hi havia 77,4 homes.
La renda mediana per habitatge era de 28.958 $ i la renda mediana per família de 36.944 $. Els homes tenien una renda mediana de 25.795 $ mentre que les dones 19.366 $. La renda per capita de la població era de 13.185 $. Entorn del 8,7% de les famílies i el 13,2% de la població estaven per davall del llindar de pobresa.

## Poblacions més properes
El següent diagrama mostra les poblacions més properes.